# Самсонов, Александр Петрович
Александр Петрович Самсонов (1809 — 15 мая 1882) — генерал-лейтенант русской императорской армии, смоленский и владимирский военный губернатор.

## Биография
Происходил из семьи Самсоновых, владевшей усадьбой Бектышево. Сын переславского уездного предводителя дворянства Петра Александровича Самсонова (1778—1853) от брака его с Анной Александровной Исленьевой (1774—1866). Братья — Евгений (1812—1877), генерал-майор, и Гавриил (1814—1896), генерал, автор мемуаров.
По окончании курса в Царскосельском лицейском благородном пансионе по первому разряду в 1828 году, поступил на службу в Департамент внешней торговли, в 1831 году был определен унтер-офицером в Уланский Его Королевского Высочества принца Фридриха Виртембергского полк; в том же году в отряде генерал-майора барона Оффенберга сражался в Польше с повстанцами. Был в сражениях при Марионополе, под Кейданами, при Шадове, под Вильной, при деревне Гардом, участвовал в разбитии авангарда мятежнических отрядов Роландо и Хлоповского и произведен в корнеты за отличную храбрость, выказанную при штурме Варшавы.
В 1833 году был переведен в лейб-гвардии Уланский полк, а через три года в Кавалергардский полк. В 1835 году исполнял должность адъютанта всего гвардейского кавалерийского отряда, находившегося у г. Калиша, по случаю сбора войск для осмотра в присутствии короля прусского и награждён прусским Орденом Красного орла 4 ст. В 1840 году произведен в штаб-ротмистры, был командирован в Берлин со сводною гвардейскою командою для отвода лошадей для прусской кавалерии. 

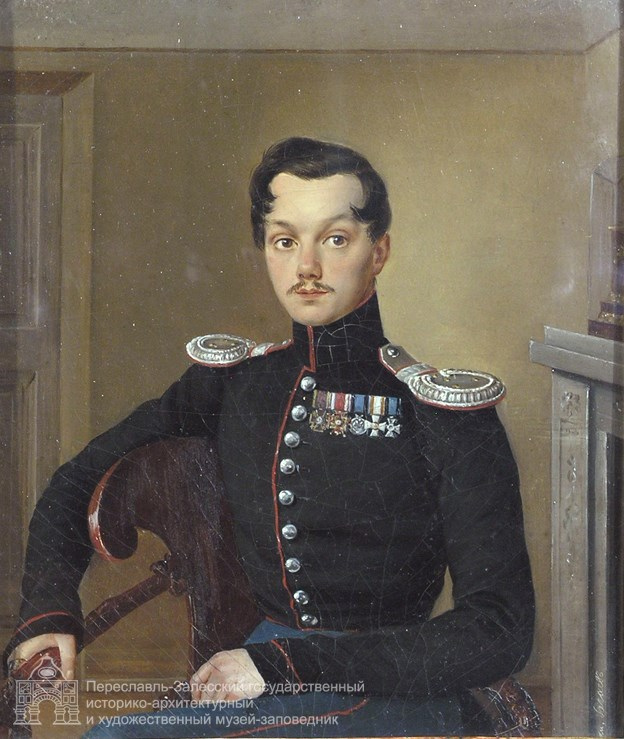
Портрет начала 1840-х

В 1841 году назначен состоять при принце Александре Гессенском, а потом (с 1844 г.) адъютантом к его высочеству. В 1845 году был в экспедиции против горцев и участвовал, под начальством главнокомандующего отдельным кавказским корпусом генерал-адъютанта князя Воронцова, при занятии Теренгумской позиции и с. Бертупай, при штурме позиции горцев на горе Анчишер, при занятии селений Гогатль и Андии, в деле авангарда со скопищем Шамиля, в Ичкерминском бою, при занятии Дарго, и награждён был «за храбрость» золотым палашом.
В 1849 году произведен в полковники, в 1851 году назначен адъютантом к наследнику цесаревичу и в следующем году был командирован в Тверскую губернию для осмотра полков 7-й легкой кавалерийской дивизии, по возвращении откуда сопровождал наследника цесаревича в заграничном путешествии. В 1855 году назначен флигель-адъютантом к Его Императорскому Величеству и в следующем году за отличие по службе произведен в генерал-майоры с назначением в свиту императора и с зачислением по армейской кавалерии.
В 1859 году назначен исправляющим должность военного губернатора Смоленска и смоленского гражданского губернатора, через год был утвержден в этой должности и назначен вице-президентом смоленского комитета общества попечительства о тюрьмах, в 1861 году назначен состоять при министерстве внутренних дел и в октябре месяце назначен Владимирским военным губернатором. В 1864 году за отличие по службе произведен в генерал-лейтенанты и назначен 1 января 1865 года почетным опекуном, присутствующим в С.-Петербургском Опекунском Совете, с увольнением от должности Владимирского губернатора и с оставлением по армейской кавалерии, и назначен управляющем и заведующим временно открытою на Александровской мануфактуре больницею.
Вместе с тем состоял и председателем комитета С.-Петербургской глазной лечебницы. Во время службы по военному министерству неоднократно выполнял Высочайшие поручения по осмотру различных частей войска, по наблюдению за набором рекрут в различных губерниях и по сформированию дружин государственного ополчения в Пскове (1856), а также резервных батальонов для 15-й пехотной дивизии.
Умер в Петербурге от брюшного тифа в мае 1882 года, похоронен на кладбище Воскресенского Новодевичьего монастыря.

## Награды
Российской империи:
- Польский знак отличия за военное достоинство 5-й степени (1831)
- Орден Святого Станислава 3-й степени (1835)[4]
- Золотой палаш «За храбрость» (1845)
- Орден Святой Анны 2-й степени (1847)
- Орден Святого Владимира 4-й степени (1853)[5]
- Знак отличия беспорочной службы за XX лет (1855)
- Орден Святого Владимира 3-й степени (1859)[6]
- Орден Святого Станислава 1-й степени (1861)
- Орден Святого Владимира 2-й степени (1867)
- Орден Белого орла (1872)
- Орден Святого Александра Невского (1877); алмазные знаки к ордену (1879)
- Знак отличия беспорочной службы за XL лет (1880)
- Медаль «За взятие приступом Варшавы» (1831)
- Медаль «За труды по освобождению крестьян» в золоте (1861)
- Крест «За службу на Кавказе» (1864)
- Знак отличия в память успешного введения в действие положений 19 февраля 1861 года,
- Знак отличия, учрежденный 30 августа 1865 года в воспоминание успешного введения в действие положений 26 июня 1863 года о крестьянах, водворенных на землях имений государевых, дворцовых и удельных

Иностранных государств:
- Орден Людвига командор II класса (1846, великое герцогство Гессен)
- Орден Церингенского льва командор II класса (1847, великое герцогство Баден)
- Орден Филиппа Великодушного командор I класса (1851, великое герцогство Гессен)
- Орден Красного орла 2-й степени (1852, королевство Пруссия)
- Орден Железной короны 2-й степени (1852, Австрийская империя)
- Орден Вюртембергской короны 2-й степени (1852, королевство Вюртемберг)
- Орден Спасителя 3-й степени (1853, королевство Греция)
- Бриллиантовая табакерка от Е.В. короля Прусского (1854)
- Орден Людвига командор I класса (1857, великое герцогство Гессен)
- Орден Дубовой короны большой крест (1857, королевство Нидерланды)

## Семья

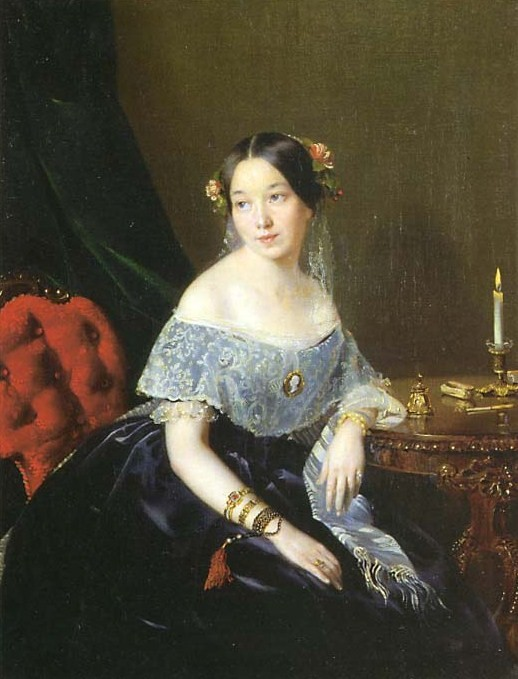
Варвара Самсонова на портрете работы Р. К. Шведе

Жена (с 1841 года) —  Варвара Петровна Озерова (1818—1870), фрейлина двора (1837), дочь члена государственного совета,  действительного тайного советника П. И. Озерова. Одна из современниц накануне их свадьбы писала: «Варенька Озерова помолвлена, она выходит за Александра Самсонова — кузена Ладыженских. Это брак по любви, но не знаю, на что молодые станут жить, так как ни он, ни она не богаты». В период губернаторства мужа состояла попечительницей детского Александринского приюта во Владимире. В браке имели дочерей:
- Анна (1842—14.08.1873), замужем за ротмистром Александром Дмитриевичем Микулиным, умерла от чахотки в Женеве. Её сын Александр (1867—1927), камергер, был расстрелян в ответ на убийство П. Л. Войкова.
- Александра (1844—04.02.1879), фрейлина (1864), по словам графа С. Д. Шереметева, «хорошенькая девица Самсонова была постоянной посетительницей  дома Мавриных, где картавила и пела романсы»[8], там же она познакомилась со своим будущем мужем (с 1875 года) камер-юнкером, впоследствии шталмейстером, бароном Михаилом Николаевичем Корфом (1839—1905). Скончалась от туберкулеза  кишечника в Риме.